# Seboeis Plantation
Seboeis Plantation es una plantación ubicada en el condado de Penobscot en el estado estadounidense de Maine. En el Censo de 2010 tenía una población de 35 habitantes y una densidad poblacional de 0,32 personas por km².

## Geografía
Seboeis Plantation se encuentra ubicada en las coordenadas 45°22′14″N 68°44′20″O / 45.37056, -68.73889. Según la Oficina del Censo de los Estados Unidos, Seboeis Plantation tiene una superficie total de 108.24 km², de la cual 103.63 km² corresponden a tierra firme y (4.26%) 4.61 km² es agua.

## Demografía
Según el censo de 2010, había 35 personas residiendo en Seboeis Plantation. La densidad de población era de 0,32 hab./km². De los 35 habitantes, Seboeis Plantation estaba compuesto por el 97.14% blancos, el 0% eran afroamericanos, el 2.86% eran amerindios, el 0% eran asiáticos, el 0% eran isleños del Pacífico, el 0% eran de otras razas y el 0% pertenecían a dos o más razas. Del total de la población el 0% eran hispanos o latinos de cualquier raza.